# Tony Settember
Tony Settember (Manilla, Filipijnen, 10 juli 1926 – Reno, 4 mei 2014) was een autocoureur uit de Verenigde Staten. Hij nam in 1962 en 1963 deel aan 7 Grands Prix Formule 1 voor de teams Emeryson en Scirocco-Powell, maar scoorde hierin geen WK-punten.
Settember overleed na een kort ziekbed in een hospice op 87-jarige leeftijd.